# Osvald Helmuth
Osvald Helmuth född Osvald Helmuth Herbert Pedersen 14 juli 1894 i Danmark död 17 mars 1966 i Danmark, dansk revyskådespelare,  manusförfattare och regissör. Han var far till skådespelaren Frits Helmuth.

## Filmografi (urval)
- 1966 - Svält
- 1954 - Gabrielle
- 1921 – Silkesstrumpan
- 1921 – Landsvägsriddare